# Bois-Guillaume
Bois-Guillaume è un comune francese situato nel dipartimento della Senna Marittima nella regione della Normandia.
Nel 2009 contava 13 258 abitanti.
Il 1º gennaio 2012 si è fuso con il comune di Bihorel per formare il nuovo comune di Bois-Guillaume-Bihorel ma dopo soli due anni i due comuni sono tornati indipendenti.

## Società

### Evoluzione demografica
Abitanti censiti